# Louhi (fartyg)

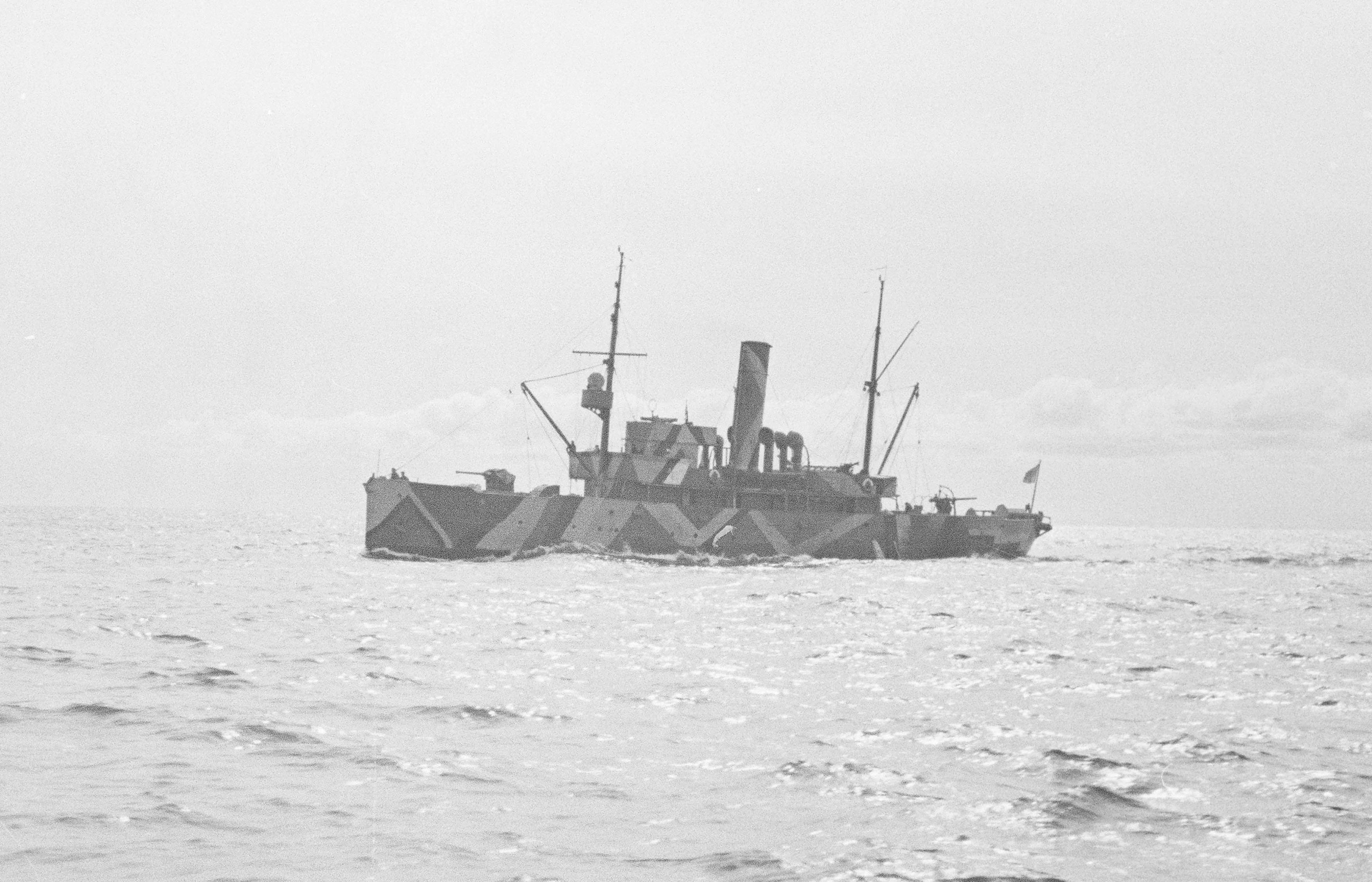
Minläggaren Louhi

Louhi var en finländsk minläggare som gick under namnet M 1 fram till 1936. Finländarna övertog fartyget av ryssarna efter frihetskriget. Hon hade tidigare gått under namnet Voin. Louhi byggdes vid Kolomnavarvet i Sankt Petersburg.
Fartyget gjorde den första finländska skolseglatsen som gick utanför Östersjön år 1925, när hon seglade till Petsamo. På grund av sina dåliga högsjöegenskaper var hon tvungen att söka skydd flera gånger vid den norska kusten.  
Fartyget torpederades och sänktes av tyska ubåten U-370 utanför Hangö den 12 januari 1945.
Louhis minfält sänkte två avancerade tyska ubåtar, U745 och U676.